# Tangyarud
Tangyarud (azerbajdzjanska: Təngərüd, svensk transkribering: Tängärüd) är en ort i Azerbajdzjan.   Den ligger i distriktet Astara Rayonu, i den sydöstra delen av landet, 220 km söder om huvudstaden Baku. Tangyarud ligger 21 meter över havet och antalet invånare är 3 298.
Terrängen runt Tangyarud är kuperad åt nordväst, men åt sydost är den platt. Runt Tangyarud är det ganska tätbefolkat, med 129 invånare per kvadratkilometer.. Närmaste större samhälle är Lankaran, 19,8 km norr om Tangyarud.
Omgivningarna runt Tangyarud är en mosaik av jordbruksmark och naturlig växtlighet.